# 귀일중학교
귀일중학교(貴日中學校)는 대한민국 제주특별자치도 제주시 애월읍 하귀리에 있는 사립 중학교이다.

## 학교 연혁
- 1952년 11월 18일 : 초대 이사장 고완천 선생 취임
- 1952년 11월 18일 : 재단법인 귀일학원 인가
- 1953년 3월 17일 : 3개 학년 6학급 인가
- 1953년 4월 1일 : 초대 교장 문병헌 선생 취임
- 1953년 4월 8일 : 귀일중학교 개교
- 1964년 2월 26일 : 학교법인 귀일학원 인가
- 1996년 9월 7일 : 급식소 개소
- 1998년 3월 1일 : 교육부과제 경제교육 연구중심학교 선정
- 2001년 8월 1일 : 4층 5개 교실 증축
- 2011년 8월 24일 : 다목적강당(지암관) 개관
- 2017년 3월 1일 : 제주형 자율학교 기간 연장
- 2019년 6월 3일 : 제4대 이사장 고충홍 선생 취임
- 2021년 2월 19일 : 신관 교실 및 화장실 신축 준공
- 2021년 11월 19일 : 급식소 개축 준공
- 2023년 3월 1일 : 3개 학년 20학급 인가
- 2024년 4월 8일 : 귀랑도서관 신축 개관
- 2025년 1월 8일 : 제72회 졸업(165명, 총 10,430명)
- 2025년 3월 1일 : 제15대 교장 남효봉 선생 취임

## 참고 자료
- 귀일중학교 - 한국교육학술정보원 학교알리미